# Table 19 – Liebe ist fehl am Platz
Table 19 – Liebe ist fehl am Platz (Originaltitel: Table 19) ist eine US-amerikanische Filmkomödie aus dem Jahr 2017. Regie führte Jeffrey Blitz, der das Drehbuch nach einer Idee von Jay und Mark Duplass verfasste.

## Handlung
Eloise wird, nachdem der Bruder der Braut per SMS mit ihr Schluss gemacht hat, von ihren Pflichten als Trauzeugin entbunden. Trotzdem beschließt sie, an der Hochzeit ihrer ältesten Freundin teilzunehmen und wird an Tisch 19 im hinteren Teil des Ballsaals gesetzt. Dort sitzen diejenigen, die der Hochzeit eigentlich fernbleiben sollten und nur der Form halber eingeladen wurden, wie das ständig streitende Ehepaar Bina und Jerry, die Ex-Nanny Jo, der Betrüger Walter und der streberhafte Teenager Renzo, der endlich einmal ein Mädchen kennenlernen möchte. Im Laufe der Hochzeitsfeier werden die Geheimnisse und persönlichen Probleme der Gäste am Tisch 19 enthüllt. Die zunächst zusammengewürfelte Gruppe entwickelt eine unerwartete Verbundenheit und wächst im Laufe des Abends zusammen, wobei sie sich gegenseitig unterstützen und neue Perspektiven auf ihr Leben gewinnen.

## Produktion
Im April 2009 erwarb Fox Searchlight Pictures die Rechte an dem Drehbuch. Jay Duplass und Mark Duplass sollten ihr eigenes Drehbuch inszenieren. Im Oktober 2011 wurde Jeffrey Blitz mit der kompletten Überarbeitung des Drehbuches und der Regie beauftragt. Die Dreharbeiten fanden in der Nähe von Atlanta zwischen dem 27. März 2015 und 30. April 2015 statt.
In den USA und Kanada kam der Film am 3. März 2017 in die Kinos und in Deutschland am 17. August 2017.

## Synchronisation
Die deutschsprachige Synchronisation fand bei Splendid Synchron in Berlin statt. Das Dialogbuch schrieb Markus Jütte und die Dialogregie führte Dietmar Wunder.
| Darsteller       | Sprecher            | Rolle           |
| ---------------- | ------------------- | --------------- |
| Anna Kendrick    | Anne Helm           | Eloise McGarry  |
| Lisa Kudrow      | Sabine Jaeger       | Bina Kepp       |
| Becky Ann Baker  | Arianne Borbach     | Carol Millner   |
| Andy Blitz       | Dietmar Wunder      | Donny Haczyk    |
| Chris Whitley    | Sven Fechner        | Douglas Grotsky |
| Jay Klaitz       | Florian Clyde       | Fotograf        |
| Rya Meyers       | Nicole Hannak       | Francie Millner |
| Margo Martindale | Katharina Lopinski  | Freda Eckberg   |
| Brad Oberhofer   | Michael Ernst       | Hochzeitssänger |
| Thomas Cocquerel | Wanja Gerick        | Huck            |
| Craig Robinson   | Jan Odle            | Jerry Kepp      |
| June Squibb      | Regina Lemnitz      | Jo Flanagan     |
| Maria Thayer     | Marieke Oeffinger   | Kate Millner    |
| Andrew Daly      | Peter Flechtner     | Luke Pfaffler   |
| Megan Lawless    | Shirin Westenfelder | Megan-Ann       |
| Amanda Crew      | Rubina Kuraoka      | Nikki           |
| Tony Revolori    | Christian Zeiger    | Renzo Eckberg   |
| Richard Haylor   | Till Hagen          | Roger Millner   |
| Wyatt Russell    | Michael Deffert     | Teddy           |
| Stephen Merchant | Alexander Doering   | Walter Thimble  |

## Rezeption
Die Kritiken zu „Table 19 – Liebe ist fehl am Platz“ fielen gemischt bis überwiegend negativ aus. Auf Rotten Tomatoes erreichte der Film eine Zustimmungsrate von etwa 26 %, während Metacritic einen Score von 40/100 vergab. Gelobt wurden die schauspielerischen Leistungen, insbesondere von Anna Kendrick, Lisa Kudrow und Stephen Merchant, sowie einzelne humorvolle und emotionale Momente. Kritisiert wurden hingegen das unausgeglichene Drehbuch, die mangelnde Tiefe der Figuren und die vorhersehbare Handlung. Viele Kritiker bemängelten zudem, dass der Film keinen klaren Ton zwischen Komödie und Drama findet. Die IMDb-Bewertung liegt bei etwa 5,8 von 10 Punkten (Stand: Juli 2025).

## Auszeichnungen
Der Film war 2017 für zwei Teen Choice Awards nominiert.